# Institute of National Remembrance Review
Institute of National Remembrance Review – recenzowany rocznik wydawany od 2019 roku w Instytucie Pamięci Narodowej. Czasopismo jest wydawane w języku angielskim. 

## Historia
Czasopismo adresowane do odbiorcy anglojęzycznego. Artykuły naukowe prezentują problematykę najnowszej historii Polski i Europy Środkowej pod dwoma totalitaryzmami, miejsca pamięci oraz muzea historyczne w Europie Środkowo-Wschodniej, omówienia i recenzje publikacji historycznych. 
Czasopismo otrzymało 20 punktów (MENiS), z przypisanymi dyscyplinami naukowymi „historia”, „nauki o bezpieczeństwie” „nauki o polityce i administracji”. Instytut Pamięci Narodowej udostępnia czasopismo w formie książkowej oraz online.
Czasopismo jest indeksowane przez ERIH PLUS.
Wskaźnik ICV pisma w bazie Index Copernicus International Journals Masters List za 2020 wyniósł 78.82.
Publikacje w Institute of National Remembrance Review są oznaczane identyfikatorami DOI (identyfikator cyfrowy).

## Redakcja
Redaktorem naczelnym czasopisma jest Anna Karolina Piekarska, zastępcą redaktora naczelnego periodyku jest dr Franciszek Dąbrowski

## Rada Naukowa
W skład Rady Naukowej czasopisma wchodzą:

- Dr Arūnas Bubnys z Centrum Badania Ludobójstwa i Ruchu Oporu Mieszkańców Litwy
- Dr Gergő Cseh-Bendegúz z Archiwów Historycznych Węgierskiego Bezpieczeństwa Państwowego
- Prof. Ihor Iljuszyn z National Academy of Government Managerial Staff of Culture and Arts(inne języki)
- Prof. Wanda Jarząbek z Instytutu Studiów Politycznych Polskiej Akademii Nauk
- Prof. Ēriks Jēkabsons (historyk) z Uniwersytetu Łotwy
- Prof. Hiroaki Kuromiya z Uniwersytetu Indiany
- Prof. Vladimer Luarsabishvili z New Vision University in Tbilisi, Gruzja
- Dr Meelis Maripuu(inne języki) z Estonian Institute of Historical Memory(inne języki)
- Prof. Włodzimierz Suleja
- Dr Mateusz Szpytma
- Prof. Mirosław Szumiło
- Dr Pavel Žáček(inne języki)